# Buddhistisk folkereligiøsitet
Buddhistisk Folkereligiøsitet

## Tibet
En stor del af buddhisternes tilværelse er deres religion (buddhisme), og især de religiøse handlinger, der skal skaffe dem en god karma eller afværge ondt er med til at præge hverdagen. Hele tiden at være fokuseret på skabelsen af karma betyder ikke, at livet er et hårdt slid for at gøre gode gerninger, for handlinger er kun gode, når de er en handlen ud af hengivenhed for Buddha og Buddhas lære (dharma).
Bønner er en stor del af buddhisternes hverdag. De følger dem i næsten alle dagens gøremål. De fremsiger mantraer som en naturlig ting, så som vi andre finder at spise en naturlig ting. Fremsigelsen af mantra er ofte forbundet med brugen af bedekrans eller bedemølle.
I ethvert tibetansk hjem er der et husalter, oftest bestående af en buddhafigur og 7 ofringsskåle. En tilfældig dag kan starte som denne: om morgenen anrettes alteret, og buddhisterne begynder oftest med at bøje sig ned tre gange foran det, muligvis efterfulgt af en meditation. Efter meditationen fejes gulvet. Dette ritual udføres for at jage onde ånder ud, dette gælder både de indre og ydre. Derefter går mange(evt. med deres husdyr) en tur rundt om det nærmeste tempelområde mens der siges mantraer. Ved at gå rundt om det hellige sted modtages åndelig kraft og styrke. Enkelte laver glidefald, dvs. at de måler hele vejen rundt med deres krop. Glidefaldet er endnu en religiøs handling. Det er et tegn på hengivelse samt en renselse af legeme, tale og sind. Legemet renses, idet man udfører denne religiøse handling på hellig jord. Talen da man samtidig fremsiger tilflugtsbønnen,, og sindet renses samtidig, da man i en indre meditation forestiller sig et meditationsbillede, der symbolisere denne tilflugt. Med dette glidefald mener buddhisterne at få fjernet følelserne af stolthed og andre egoistiske følelser og vender sindet mod erkendelse.

## Japan
Den japanske folkereligiøsitet har fokus dels i familiens tempel, dels ved husalteret. I templet fejres mærkedage og religiøse højtider, og der kan også være et socialt aspekt omkring sammenholdet i den pågældende sangha. Husalteret er både et sted hvor selve Buddhismens mål; oplysning, søges, og et sted hvor forfædre huskes og æres. Konfutsianismen har haft stor indflydelse på den japanske Buddhisme, og visse elementer er ført over. For eksempel er det helt almindeligt at man posthumt "udnævner" sine forfædre til buddhaer. Hvor besynderligt det end kan forekomme, fungerer det i Japan – og ideen om at ære ens forfædre har da også fæste i de første suttaer, ligesom tanken om at man kan videregive fortjeneste / god karma. Husalteret er som oftest et skab eller en hylde, centralt placeret i huset, hvor oplysning (eller Buddhaen) er repræsenteret ved ved enten en mandala, en statue eller et billede, og forfædrene ved små indskrivninger, typisk på træ-pinde.